# Reunited (film 1911)
Reunited è un cortometraggio del 1911. Il regista non viene riportato nei titoli.

## Produzione
Il film fu prodotto dall'Independent Moving Pictures Co. of America (IMP)

## Distribuzione
Il film uscì nelle sale il 5 gennaio 1911, distribuito dalla Motion Picture Distributors and Sales Company.